# Щербаков, Фёдор Николаевич
Фёдор Николаевич Щербаков (род. 11 ноября 1979, Москва) — основатель и владелец федерального медиахолдинга 1MI. Генеральный директор киностудии «Ленфильм» с 8 сентября 2020 года по 28 февраля 2024 года, продюсер.

## Образование
Окончил школу № 91, поступил в МГУ имени Ломоносова на факультет истории стран Азии и Африки, затем перевёлся на факультет журналистики, который закончил в 2001 году.

## Карьера

### Ранние годы
С 1999 года работал в должности заместителя руководителя пресс-центра межрегионального движения «Единство».
С 2000 года — редактор, затем старший редактор Дирекции информационных программ Первого канала. Одновременно работал специалистом по связям с общественностью в агентстве деловых коммуникаций группы «Интерфакс».
С 2004 года работал в государственных структурах. Был референтом руководителя Аппарата правительства РФ, которым на тот момент являлся Дмитрий Козак. Когда Козак занял пост полномочного представителя президента в Южном федеральном округе, Щербаков продолжил работать с ним в должности пресс-секретаря — заместителя директора департамента по внутренней политике. Занимался информационным сопровождением смены руководителей кавказских регионов, информационным сопровождением социально-экономических преобразований в ЮФО. Покинул должность в 2008 году.
В 2007—2008 годах работал с Козаком в Минрегионразвитии в качестве помощника.
В 2010 году получил должность заместителя губернатора Волгоградской области по информационной политике.

### Руководящие должности
В 2008—2009 году был советником президента ГК «Олимпстрой», занимавшейся проектированием и строительством олимпийских объектов в Сочи. В 2011 году занял пост исполнительного, а потом генерального директора в АНО «Спорт Высших Достижений».
С 2012 по 2014 годы Щербаков был советником председателя совета директоров АО «КСК» (Курорты Северного Кавказа).
С 2013 по 2019 год работал советником первого вице-президента ОАО «РЖД» и генерального директора АО «Скоростные магистрали».

### ПремьерМедиаИнвест
В 2015 году Щербаков создал и возглавил компанию 1MI (Премьермедиаинвест). На 2020 год холдинг входил в десятку медиахолдингов страны по данным Яндекс. Радара. На 2023 год холдинг 1MI объединяет печатные издания и новостные порталы в двадцати двух городах России. Аудитория 1MI превышает 14 миллионов посетителей в месяц, публикации онлайн-СМИ набирают почти 57 миллионов просмотров.
С 2016 года по 2023 год в составе медиахолдинга — газета «Советский спорт», которая издается с 1924 года, с 2018 — аналитический журнал нефтегазовой отрасли России и ближнего зарубежья «Нефть и капитал», с 2022 — «Агроинвестор», первый и на тот момент единственный в России медиапроект для профессионалов АПК.

### Ленфильм
С 8 сентября 2020 года по 28 февраля 2024 года работал в должности генерального директора киностудии «Ленфильм». На момент назначения долг «Ленфильма» перед ВТБ составлял 2,2 млрд рублей. Новому директору удалось договориться с Правительством и Министерством культуры о предоставлении средств на погашение долга. Кроме того, в ходе переговоров была достигнута договоренность об отсрочке выплат процентов по кредиту сроком на один год. После реструктуризации долга в АО «Ленфильм» был предпринят ряд мер по финансовому оздоровлению, в частности были проданы непрофильные активы, что позволило рассчитаться с банками.
Щербакову также удалось договориться с ВТБ об отмене выплаты пени за просроченные платежи по кредиту. Кроме того, новому гендиректору удалось договориться с Минкультуры и подписать дополнительное соглашение о финансировании студии.
В 2022 году после рассмотрения дела о возврате в суде, инициированном Минкультуры, студия вернула права на «золотую коллекцию» фильмов, которые были потеряны ей в 2009 году. Минкультуры включилось в процесс после переговоров с новым гендиректором студии Фёдором Щербаковым в 2020 году, на которых обсуждался вопрос возвращения лицензионных прав на «золотую коллекцию».
К 2023 году под руководством Фёдора Щербакова студии удалось закрыть все имеющиеся у неё долги. По итогам 2022 года «Ленфильм» показал рост выручки, которая была получена именно от кинопроизводства. Впервые с 2009 года студия вышла на прибыль.
28 февраля 2024 года отправлен в отставку с поста гендиректора Ленфильма, исполняющим обязанности назначен Эдуард Суворов.

## Уголовное дело
25 октября 2023 года Щербаков покинул Россию рейсом Внуково-Стамбул после того, как в отношении его бизнес-партнера, PR-специалиста Антона Сафонова, было возбуждено уголовное дело в связи с вымогательством более двух миллионов рублей у топ-менеджера «Ростеха» Василия Бровко и гендиректора ПАО «Россети» Андрея Рюмина. Щербакова и Сафонова связывают каналы «Небрехня» и «Временное правительство», а также ООО «Диджитал софт».
19 февраля 2024 года объявлен в розыск МВД России. Отмечается, что Щербаков находится в отпуске до 29 февраля. Живёт в Турции. Заочно арестован Тверским районным судом Москвы 14 марта 2024 года: ему вменяется пункт «б» части 3-й статьи 163 УК РФ («вымогательство в целях получения имущества в особо крупном размере»).
В феврале 2025 года СМИ сообщили, что оператор наружной рекламы Maer Group купил компанию «Премьермедиаинвест» — холдинга 1MI, в который входят издания «Новые известия», «Росбалт» и еще 22 региональных издания.

## Награды и рейтинги
В 2019-м Щербаков вошёл в ТОП-1000 российских менеджеров.
В этом же году стал лауреатом Национальной премии «Медиа-менеджер России» в номинации «Медиахолдинги».
В январе 2021 года Щербаков награждён медалью ордена «За заслуги перед Отечеством» II степени.

## Благотворительность
Фёдор Щербаков на собственные средства создаёт частный музей «Тарусские страницы». Сумма вложений оценивается в несколько десятков млн рублей.

## Семья
Мать — Марина Владимировна Рыклина, директор департамента по связям с общественностью Центробанка, бывший руководитель пресс-служб Общественной палаты РФ и МЧС РФ.
Отец — Николай Георгиевич Щербаков, советский и российский учёный, историк-востоковед, африканист, кандидат исторических наук.
Дед — Владимир Григорьевич Рыклин, оператор Центрнаучфильма, участник Великой Отечественной войны.
Дед — Георгий Борисович Щербаков, русский советский актёр и режиссёр, педагог.
Прабабушка — Инна Самойловна Чернецкая (урождённая Бойтлер), танцовщица, хореограф и теоретик танца. Основатель «синтетического» направления в танце.
Прадедушка — Григорий Ефимович Рыклин, советский писатель и журналист, сатирик. С 1938 по 1948 год — редактор журнала «Крокодил».